# Al-Andalus
al-Andalus (arabisch الأندلس, Zentralatlas-Tamazight ⴰⵏⴷⴰⵍⵓⵙ Andalus) ist der arabische Name für die zwischen 711 und 1492 muslimisch beherrschten Teile der Iberischen Halbinsel. Staatsrechtlich war al-Andalus nacheinander eine von Kalif Al-Walid I. begründete Provinz des Kalifats der Umayyaden (711–750) bzw. der Abbasiden (750–756); diesen folgten das Emirat von Córdoba (756–929), das Kalifat von Córdoba (929–1031) sowie eine Gruppe von „Taifa“-(Nachfolger-)Königreichen. Später wurde es eine Provinz der nordafrikanischen Berber-Dynastien der Almoraviden und dann der Almohaden; in der ersten Hälfte des 13. Jahrhunderts wurden große Teile – bis auf das Emirat von Granada – von den christlichen Reichen erobert. Während der Zeit des Kalifats war Córdoba ein führendes kulturelles und wirtschaftliches Zentrum sowohl des Mittelmeerraums als auch der islamischen Welt. 

al-Andalus, um 732

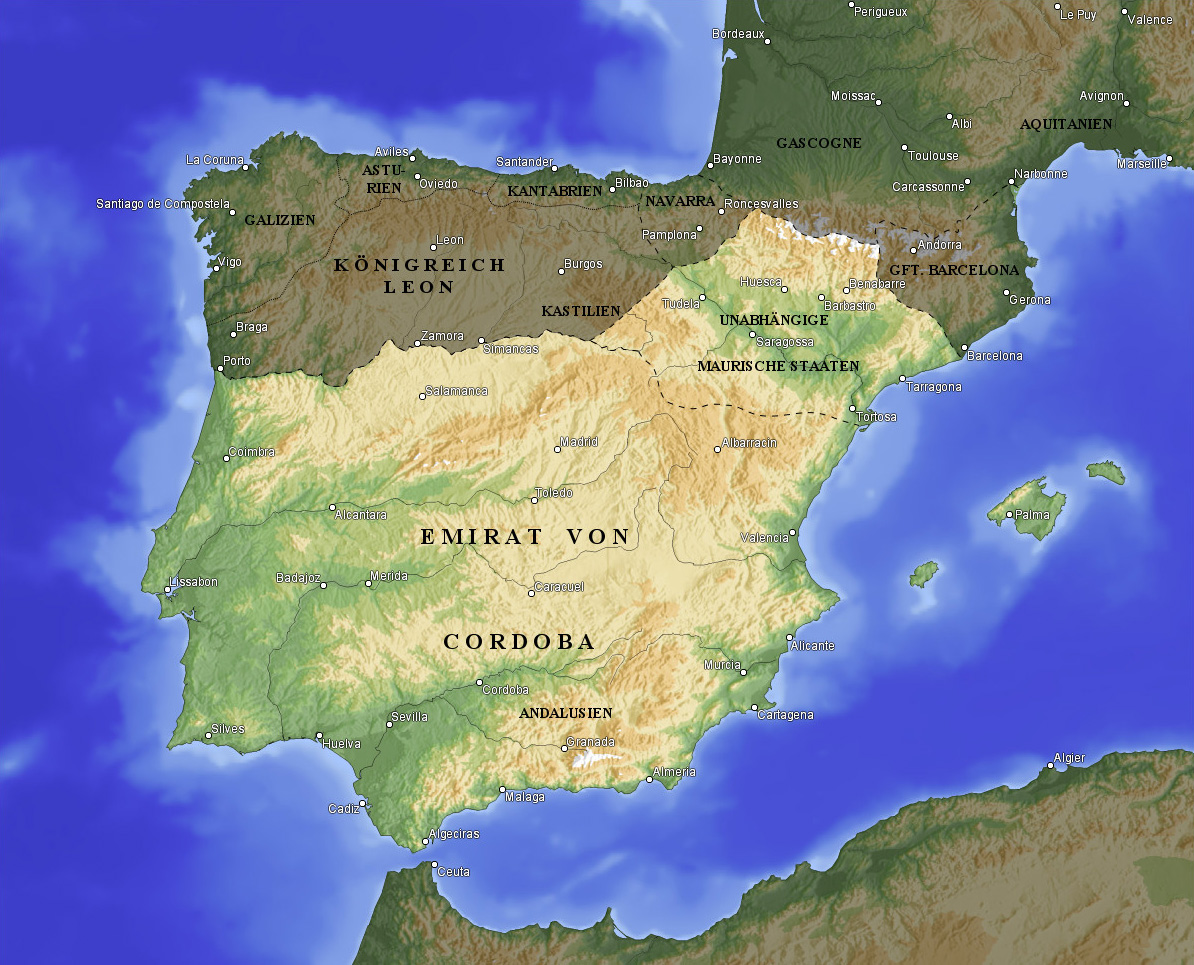
Emirat von Córdoba, um 910

## Etymologie von al-Andalus
Die Etymologie des Wortes „al-Andalus“ ist umstritten. Als Name für die Iberische Halbinsel oder deren muslimisch beherrschten Teil ist das Wort zuerst belegt durch Münzinschriften der muslimischen Eroberer um 715.
Vertreter der traditionellen Theorie leiten den Namen von der Bezeichnung der Vandalen ab, des germanischen Stammes, der in Iberien von 409 bis 429 ein kurzlebiges Reich errichtete. Allerdings gibt es hierfür keine Quellenbelege, und es erscheint wenig glaubhaft, dass sich der Name über fast drei Jahrhunderte bis zur Ankunft der Araber 711 erhalten haben soll. Die Hypothese wird manchmal auf Reinhart Dozy, einen Orientalisten des 19. Jahrhunderts, zurückgeführt, aber Dozy fand sie vor und erkannte bereits manche ihrer Schwächen. Zwar nahm er an, dass sich „al-Andalus“ aus „Vandale“ entwickelte, doch meinte er, dass sich die Bezeichnung geographisch nur auf den – unbekannten – Hafen bezog, von dem die Vandalen Iberien in Richtung Afrika verließen.
Auch der Islamwissenschaftler Heinz Halm hat eine germanische Namensherkunft vermutet. Ihm zufolge sei al-Andalus die alte gothica sors (lat. „Das Los der Goten“). Er rekonstruiert daraus ein gotisches landa-hlauts, dessen anlautendes <l> analog zu Alexandria (al-Iskandariyya), der Lombardei (al-Ankubardiyya), Alicante (lateinisch Leucante, arabisch al-Laqant oder Madinat Laqant) etc. von den Arabern als Teil des Artikels al- fehlgedeutet wurde.
Der Romanist Volker Noll widersprach der These Halms und stellte Überlegungen an, die zur Vandalen-Hypothese zurückkehrten.
Auch der Romanist Georg Bossong entgegnete Halm mit ortsnamenkundlichen, historischen und sprachstrukturellen Argumenten: Der Name stamme bereits aus vorrömischer Zeit, denn es gibt den Namen Andaluz für mehrere Orte in gebirgigen Teilen Kastiliens. Weiterhin ist das Morphem and- in spanischen Ortsnamen nicht unüblich, und auch -luz tritt mehrmals verteilt über Spanien auf. Weiter vermutet Bossong – ähnlichen Überlegungen von Dozy und Halm folgend – dass der Name ursprünglich der einer der Stadt Tarifa vorgelagerten Insel war – dem Ort, an dem im Juli 710 ein Vorauskommando hispanischen Boden betreten hatte und zugleich der südlichste Punkt der iberischen Halbinsel. Dieser Name hätte sich auf die Region Baetica und dann auf das maurische Spanien insgesamt übertragen.
Der These Bossongs wird allerdings entgegengehalten, dass die Ortsnamen mit -andaluz im Namen auch aus dem Mittelalter stammen und von al-Andalus abgeleitet worden sein können. Es war im Zuge der Repoblación nicht unüblich, christliche Andalusier in den Grenzgebieten anzusiedeln.

## Geschichte

### Eroberung und frühe Jahre

Das Zeitalter der Kalifen
Prophet Mohammed, 622–632
Die „rechtgeleiteten“ Kalifen, 632–661
Umayyaden-Kalifen, 661–750

Das Invasionsheer von 711 bestand aus Arabern und (wohl größtenteils) aus nordafrikanischen Berbern.
Auf Befehl des Umayyaden-Kalifen al-Walid I. führte Tariq ibn Ziyad zunächst einen kleinen Trupp von Kriegern nach Iberien, die am 30. April 711 in Gibraltar landeten (siehe auch Islamische Expansion). Tariq ibn Ziyad konnte in der Schlacht am Río Guadalete (19. bis 26. Juli 711) einen Sieg über das westgotische Heer unter König Roderich erzielen, der sich als entscheidend für den weiteren Verlauf der Auseinandersetzung erwies. Er brachte sodann in einem siebenjährigen Feldzug den größten Teil der Iberischen Halbinsel unter muslimische Kontrolle. Anschließend überquerten die muslimischen Truppen schließlich auch die Pyrenäen und besetzten Teile von Südfrankreich. 732 wurden sie aber von den Franken unter Karl Martell in der Schlacht von Tours besiegt.
Damit wurde die Iberische Halbinsel unter dem Namen al-Andalus Teil des Umayyaden-Reichs, das hierdurch den Höhepunkt seiner Expansion erreichte. Allerdings begann schon 718 in einer entlegenen Berggegend Asturiens die Rebellion unter dem Westgoten Pelayo, die zur Gründung des zunächst sehr kleinen christlichen Königreichs Asturien führte.
Zunächst wurde al-Andalus durch vom Kalifen ernannte Statthalter regiert, deren Herrschaft zumeist weniger als drei Jahre andauerte. Jedoch führte eine Folge von kriegerischen Auseinandersetzungen verschiedener muslimischer Gruppen dazu, dass die Kalifen ihre Kontrolle verloren. Yusuf al-Fihri konnte, auch begünstigt durch die Schwäche der Umayyaden-Kalifen, sich als Hauptgewinner dieser Auseinandersetzungen durchsetzen und wurde zu einem faktisch unabhängigen Herrscher.

### Das Emirat und das Kalifat von Córdoba

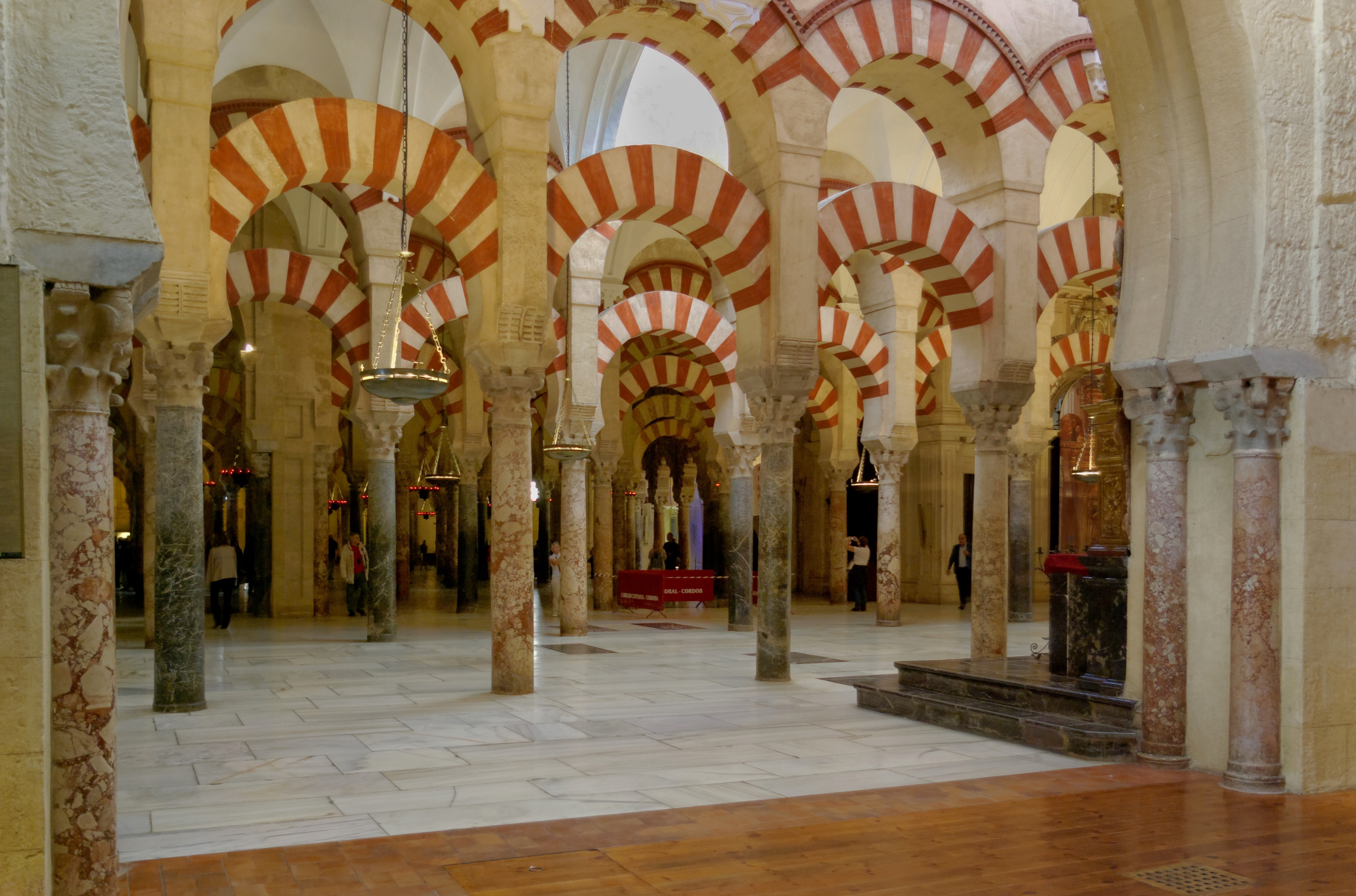
Das Innere der Kathedrale von Córdoba, der früheren Moschee von Córdoba. Sie wurde auf dem Grund der westgotischen Sankt Vinzenz-Kathedrale von den Umayyaden errichtet und im 13. Jahrhundert wieder zur christlichen Kathedrale bestimmt. Die Moschee ist ein herausragendes Beispiel arabisch-islamischer Architektur des Umayyaden-Stils.

Im Jahr 750 stürzten die Abbasiden die Umayyaden und übernahmen die Herrschaft im Arabischen Reich. Jedoch konnte der von den Abbasiden vertriebene Umayyaden-Prinz Abd ar-Rahman I. (später ad-Dāchil genannt) im Jahr 756 Yusuf al-Fihri als Herrscher von al-Andalus entmachten und sich zum von den Abbasiden unabhängigen Emir von Córdoba erheben. In dreißigjähriger Herrschaft etablierte er gegen den Widerstand der al-Fihri-Familie und der Parteigänger der Abbasiden-Kalifen eine fragile Kontrolle über große Teile von al-Andalus.
In den folgenden 150 Jahren waren er und seine Nachkommen Emire von Córdoba und herrschten nominell über al-Andalus und zeitweise auch Teile des westlichen Nordafrikas. Aber der Umfang ihrer tatsächlichen Herrschaft schwankte und hing, insbesondere in den Marken an der Grenze zu den Christen, immer von den Fähigkeiten des jeweiligen Emirs ab. So reichte die Macht von Emir Abdallah um 900 nicht über Córdoba hinaus.
Dessen Enkel und Nachfolger Abd ar-Rahman III. konnte aber ab 912 die Macht der Umayyaden in ganz al-Andalus wiederherstellen und sie darüber hinaus auf Teile des Maghrebs ausdehnen. Im Jahr 929 proklamierte er sich zum Kalifen und brachte sein Reich damit in eine Konkurrenz sowohl zu dem Abbasiden-Kalifen in Bagdad, als auch dem Fatimiden-Kalifen in Ifrīqiya, mit dem er um die Kontrolle des Maghrebs rang.

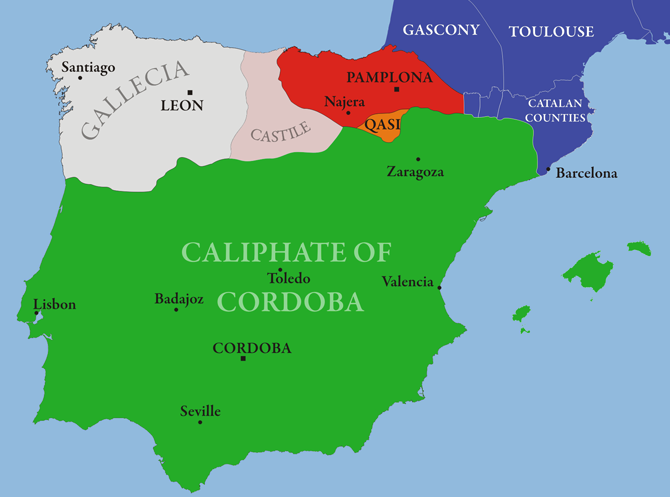
Das Kalifat von Córdoba um 1000 am Höhepunkt der Macht von Almansor.

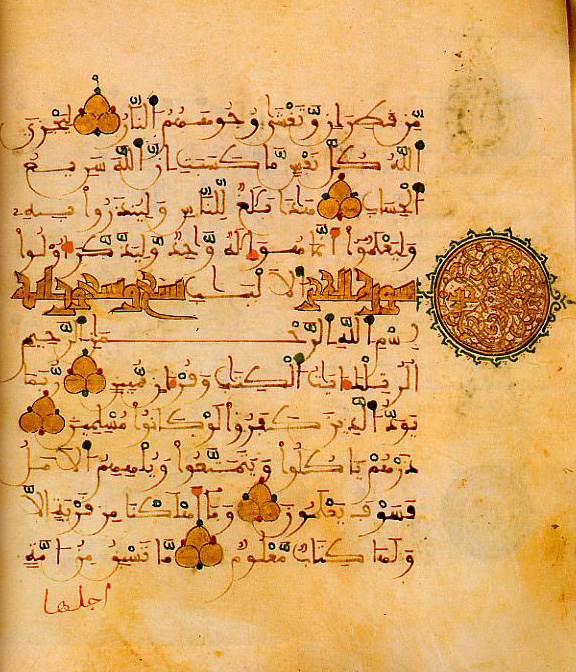
Seite eines Koran-Manuskripts im für al-Andalus typischen Maghribi-Duktus (12. Jahrhundert)

Die Periode des Kalifats wird von muslimischen Autoren als das goldene Zeitalter von al-Andalus betrachtet. Mit einem künstliche Bewässerungssysteme nutzenden Ackerbau sowie aus dem Nahen Osten importierten Nahrungsmitteln versorgte die Agrarwirtschaft Córdoba und andere Städte weit besser, als dies die Wirtschaft in anderen Gebieten Europas konnte. Unter dem Kalifat wurde Córdoba mit einer Bevölkerung von vielleicht 500.000 Einwohnern schließlich die größte und wohlhabendste Stadt in Europa noch vor Konstantinopel. Innerhalb der islamischen Welt war Córdoba eines der führenden kulturellen Zentren. Die Werke seiner wichtigsten Philosophen und Wissenschaftler, insbesondere Albucasis und Averroes, hatten erheblichen Einfluss auf die intellektuelle Entwicklung des mittelalterlichen Europa, und die Bibliotheken und Universitäten von al-Andalus waren in Europa und in der islamischen Welt berühmt und renommiert. So kamen nach der Eroberung von Toledo im Jahr 1085 Gelehrte aus anderen Ländern dorthin, um Übersetzungen wissenschaftlicher Literatur aus dem Arabischen ins Lateinische anzufertigen. Der bekannteste von ihnen war Michael Scotus (um 1175 – um 1235), der die Werke von Averroes und Avicenna später nach Italien brachte. Dieser Wissenstransfer hatte starken Einfluss auf die Entstehung der Scholastik im christlichen Europa.

### Die erste Taifa-Periode
Die Herrschaft des Kalifats von Córdoba brach durch einen ruinösen Bürgerkrieg zusammen, der von 1009 bis 1013 dauerte. Im Jahr 1031 wurde das Kalifat schließlich auch formal abgeschafft. Al-Andalus zerbrach in mehrere, im Wesentlichen unabhängige Staaten, die Taifas genannt wurden. Diese waren meist zu schwach, um sich gegen die ständigen Angriffe und Tributforderungen der christlichen Staaten im Norden und Westen zu wehren. Diese von den Muslimen so genannten galicischen Völker hatten sich von ihren ursprünglichen Stützpunkten in Galicien, Asturien, Kantabrien, dem Baskenland und der fränkischen Spanischen Mark ausgebreitet und wurden zu den Königreichen von Navarra, León, Portugal, Kastilien und Aragón sowie der Grafschaft Barcelona. Ihre Angriffe auf die Territorien der Taifa-Könige nahmen immer bedrohlichere Ausmaße an. Nach der Eroberung von Toledo durch Alfons VI. von Kastilien und León im Jahre 1085 nahm der Abbadiden-Herrscher al-Muʿtamid, der durch Alfons VI. stark in Bedrängnis geraten war, Kontakt mit anderen Taifa-Königen auf und organisierte eine Gesandtschaft zu dem Almoraviden-Herrscher Yusuf ibn Taschfin, um ihn um Unterstützung gegen Alfons VI. zu bitten. Yusuf ibn Taschfin, der kurz zuvor in hoher Geschwindigkeit Marokko erobert hatte, überquerte noch im gleichen Jahr die Straße von Gibraltar und fügte den Christen in der Schlacht bei Zallaqa eine schwere Niederlage zu. Dieser Schritt richtete sich auch in der Folge gegen die Taifa-Könige selbst, als die Almoraviden ihre Königreiche eroberten, nachdem sie sich nach dem Sieg über Alfons VI. nicht einig gezeigt hatten.

### Almoraviden, Almohaden und Meriniden
Yusuf ibn Taschfin setzte mit Ausnahme von Saragossa bis 1094 alle muslimischen Fürsten in Iberien ab und annektierte ihre Gebiete. Zudem eroberte er Valencia von den Christen zurück. Im 12. Jahrhundert folgten auf die Almoraviden die Almohaden, eine andere Berber-Dynastie, nachdem Yaʿqūb al-Mansūr den kastilischen König Alfons VIII. im Jahr 1195 in der Schlacht bei Alarcos besiegt hatte. Im Jahr 1212 unterlagen die Almohaden jedoch in der Schlacht bei Las Navas de Tolosa einem Bündnis der christlichen Königreiche unter Führung von Alfons VIII. von Kastilien. Die Almohaden regierten al-Andalus noch für ein weiteres Jahrzehnt, waren aber nur noch ein Abglanz früherer Macht und Bedeutung, und die inneren Unruhen nach dem Tod von Yusuf II. al-Mustansir führten zur baldigen Wiederbegründung der Taifas. Die Taifas, wieder unabhängig aber weiterhin schwach, wurden bald von Portugal, Kastilien und Aragon erobert. Nach dem Fall von Murcia (1243) und der Algarve (1249) gab es als einziges muslimisch beherrschtes Gebiet noch das Emirat von Granada, das aber tributpflichtig gegenüber Kastilien wurde. Dieser Tribut wurde überwiegend in Gold geleistet, das über die Handelswege in der Sahara aus dem heutigen Mali und Burkina Faso nach Iberien gebracht wurde.
Die letzte ernsthafte Bedrohung für die christlichen Königreiche Iberiens war der Aufstieg der Meriniden in Marokko im 13./14. Jahrhundert. Sie betrachteten Granada als Teil ihrer Einflusssphäre und besetzten einzelne seiner Städte, unter anderem Algeciras. Sie waren jedoch nicht in der Lage, Tarifa zu erobern, das im Jahr 1340 bis zur Ankunft einer kastilischen Armee unter Alfons XI. aushielt. Mit Unterstützung von Alfons IV. von Portugal und Peter IV. von Aragon besiegte Alfons XI. die Meriniden entscheidend in der Schlacht am Salado im Jahr 1340 und nahm Algeciras im Jahr 1344 ein. Gibraltar, zu dieser Zeit unter der Herrschaft Granadas, wurde 1349–1350 belagert, bis Alfons XI. dort mit einem Großteil seines Heeres vom Schwarzen Tod dahin gerafft wurde. Sein Nachfolger Peter I. von Kastilien schloss Frieden mit den Muslimen und richtete seine Ambitionen auf christliche Gebiete. Die Kriege und Rebellionen zwischen und in den christlichen Territorien während der folgenden 150 Jahre sicherten zunächst das Fortbestehen des muslimischen Granada.

### Das Emirat von Granada
In den auf den Friedensvertrag mit König Peter I. von Kastilien folgenden 150 Jahren bestand Granada als muslimisches Emirat unter der Dynastie der Nasriden fort, das den christlichen Bewohnern seines Gebiets die Freiheit der Religionsausübung gewährleistete. Arabisch war weiterhin seine Amtssprache und die Muttersprache der Mehrheit seiner Bewohner. Das Emirat verband die Handelswege Europas mit denen des Maghreb und vermittelte so Handelsbeziehungen zur muslimischen Welt, insbesondere im Goldhandel mit den Gebieten südlich der Sahara.
Die Heirat von Ferdinand von Aragón und Isabella von Kastilien im Jahr 1469 bereitete den Weg für den letzten Angriff auf den Rest des muslimischen Iberien, einen sorgsam geplanten und finanzierten Feldzug. Das Königspaar brachte auch den Papst dazu, ihren Feldzug zu einem Kreuzzug zu erklären, dem schließlich Granada im Januar 1492 unterlag, als der letzte Emir Muhammad XII. Abu Abdallah, genannt Boabdil, in seiner Festung, der Alhambra, vor ihnen kapitulieren musste. Damit war die letzte muslimische Herrschaft in Iberien gefallen und die Reconquista vollendet.

## Gesellschaft
Die Gesellschaft von al-Andalus setzte sich hauptsächlich aus drei Religionsgruppen zusammen: Christen, Muslime und Juden. Die Muslime teilten sich wiederum in mehrere ethnische Gruppen auf, deren größte die Araber und die Berber waren. Als Mozaraber wurden Christen bezeichnet, die sich kulturell teilweise der muslimischen Dominanz assimiliert hatten, etwa durch Übernahme von arabischen Gebräuchen, arabischer Kunst und arabischen Ausdrücken, dabei aber ihren christlichen Glauben mit seinen Ritualen und ihre romanischen Sprachen beibehalten hatten. Üblich waren eigene Viertel der verschiedenen Gruppen in den Städten von al-Andalus.

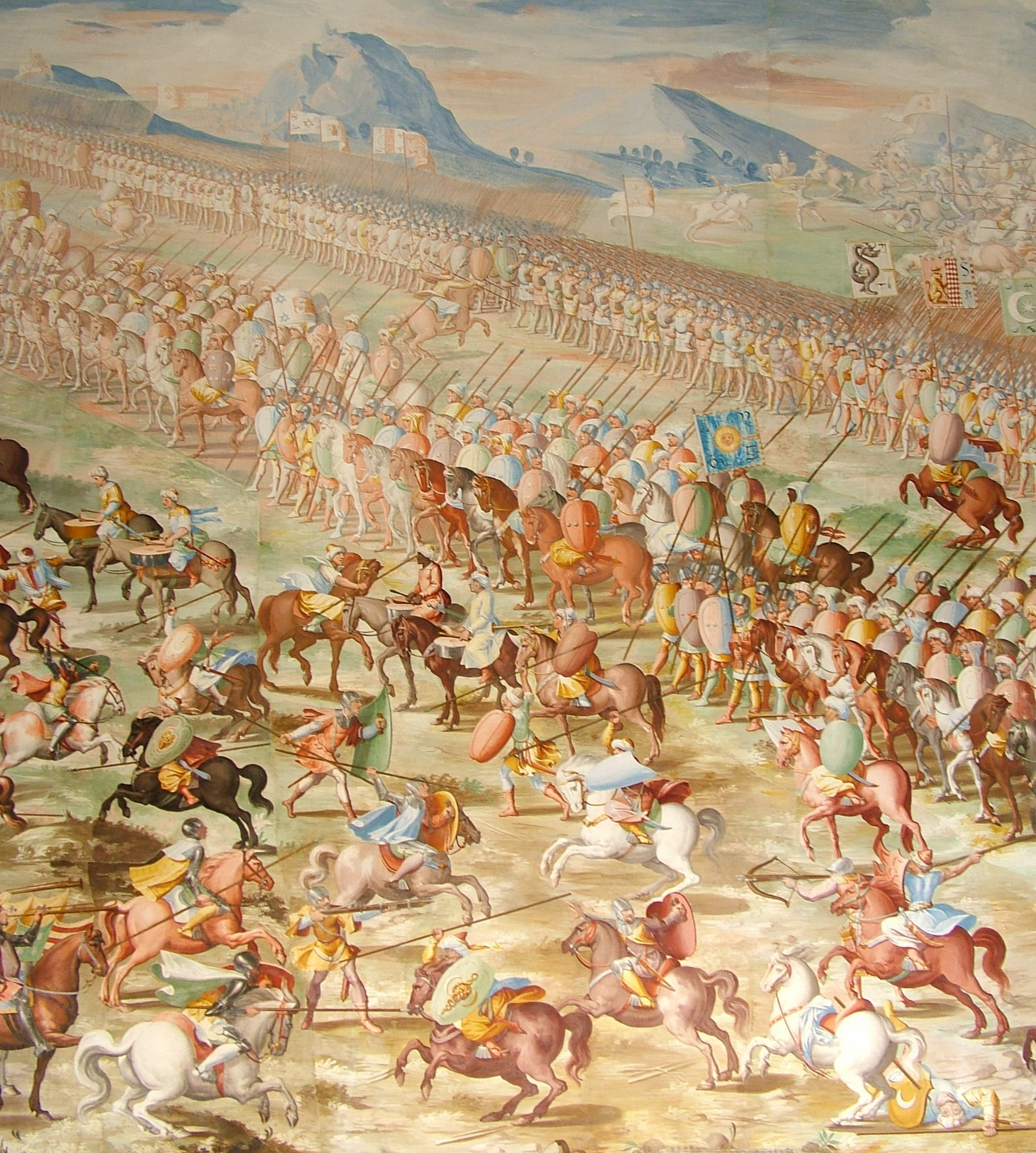
Eine Darstellung aus späterer Zeit, die jüdische Soldaten zeigt, welche auf Seiten der Truppen von Muhammad IX., dem nasridischen Emir von Granada, in der Schlacht von La Higueruela gegen Johann II. (Kastilien) im Jahr 1431 kämpfen.

Die Berber, die den Hauptteil der muslimischen Invasoren gestellt hatten, lebten vorwiegend in den bergigen Regionen im heutigen nördlichen Portugal und in der Meseta, dem kastilischen Hochland, während sich die Araber im Süden sowie im Ebrotal im Nordosten ansiedelten. Seit dem Kalifat von Córdoba wurde eine Berufsarmee unterhalten, indem man vermehrt auf die sogenannte Saqāliba zurückgriff. Diese waren hauptsächlich dem Herrscher verpflichtet und für Machtkämpfe kaum zu gebrauchen. Allerdings waren sie nur schwer in die Bevölkerung zu integrieren, da sie im Land nicht verwurzelt waren. Bei der Eroberung der Halbinsel wurde das Land der ursprünglichen Besitzer nicht verkauft, sondern blieb in ihrem Besitz, sofern sie nicht geflohen waren, was aber bei vielen westgotischen Adligen der Fall war. Diese Besitzungen wurden an Muslime vergeben, die sich auf Kriegszügen bewährt hatten, was dazu führte, dass viele von ihnen Landbesitzer wurden. Nach dem Untergang des Kalifats setzten sich die Teilkönigreiche und ihre Führer aus drei ethnischen Gruppen zusammen: den nordafrikanischen Berbern, den Saqāliba und den Andalusiern, worunter man jetzt alle Muslime arabischer und iberischer Herkunft verstand, also auch die breite Schicht der Neubekehrten (muwalladūn).
Gegen Ende des 15. Jahrhunderts lebten etwa 50.000 Juden in Granada und grob geschätzt 100.000 im gesamten muslimisch beherrschten Iberien, die teilweise wirtschaftlich oder gesellschaftlich bedeutende Positionen einnahmen, beispielsweise als Steuereinnehmer, Händler oder auch Ärzte und Diplomaten.
Christen und Juden
Nichtmuslime zählten zum ahl al Dhimma (Schutzbefohlene). Sie hatten dementsprechend die Dschizya zu zahlen. Die keiner Schriftreligion angehörende („heidnische“) Bevölkerung von al-Andalus zählte als Madschūs. Die Behandlung der religiösen Minderheiten unter dem Kalifat wird in der Forschung und in der Öffentlichkeit kontrovers diskutiert. Auch über die Sinnhaftigkeit der Verwendung moderner Begriffe wie Toleranz und Gleichheit in Bezug auf die andalusische Gesellschaft besteht keine Einigkeit. Über das tatsächliche Ausmaß der muslimischen Duldung der Juden und Christen bestehen in der Forschung Meinungsverschiedenheiten.
Der Historiker und Literaturwissenschaftler Darío Fernández-Morera sieht in seinem Essay The Myth of the Andalusian Paradise die Annahme eines toleranten, pluralistischen und multikulturellen al-Andalus als modernen Mythos, der sich heute bereits im akademischen Mainstream eingenistet habe, aber in keiner Weise der historischen Realität entspreche. Seine Thesen, die er in seinem gleichnamigen Buch aus dem Jahr 2016 vertieft hat, sind aber auch vielfach auf Widerspruch gestoßen.
Die Romanistin und Mediävistin María Rosa Menocal ist der Auffassung, dass „Toleranz ein inhärenter Aspekt der Gesellschaft von al-Andalus“ gewesen sei. Für sie war die Situation der Juden unter dem Kalifat deutlich besser als in den christlichen Reichen Europas. So wanderten Juden aus anderen Teilen Europas ein, da sie sich in al-Andalus eine vergleichsweise bessere Stellung versprachen. (Gleiches galt für Angehörige christlicher Sekten, die in christlichen Staaten als Häretiker galten.) In al-Andalus entwickelte sich deshalb während des Mittelalters eine der stabilsten und wohlhabendsten jüdischen Gemeinden, die ein Zentrum der jüdischen Kultur bildete, das bedeutende Gelehrte hervorbrachte.
Bernard Lewis weist dagegen darauf hin, dass in al-Andalus ebenso wie in anderen Teilen der islamischen Welt von einer Gleichberechtigung Andersgläubiger keine Rede sein konnte, da dies im islamischen Recht nicht vorgesehen sei. Zu einem ähnlichen Ergebnis kommt der spanische Mediävist Francisco García Fitz, der „die Toleranz im islamischen Spanien“ als einen „multikulturellen Mythos“ bezeichnet: „Unbestreitbar hat es kulturelle Anleihen und Einflüsse und friedliche wirtschaftliche Beziehungen gegeben, aber keine Beziehungen auf der Basis von Gleichheit und voller Akzeptanz der Unterschiede.“ Der spanische Literaturwissenschaftler Darío Fernández-Morera kommt in seinem Essay The Myth of the Andalusian Paradise zu dem Schluss, dass die Beziehung zwischen den drei Religionsgruppen durch religiöse, politische und Rassenkonflikte geprägt gewesen sei, die in den besten Zeiten nur durch die tyrannische Durchsetzungskraft der Herrscher unter Kontrolle gebracht werden konnten. Katholiken hätten unter repressiven Maßnahmen wie hoher Besteuerung, Konfiszierung ihrer Güter und Versklavung sowie religiöser Verfolgung zu leiden gehabt. Muhammad I. (823–886) ordnete die Zerstörung aller seit der Eroberung Spaniens 711 neugebauten Kirchen an, (siehe auch Märtyrer von Córdoba 851–859) und seine Nachfolger bewilligten nur selten den Bau neuer oder die Reparatur bestehender Kirchen. Der muslimische Jurist Ibn Abdun sprach sich für die Segregation der Muslime von den christlichen und jüdischen dhimmis aus. Auch die Beziehungen zwischen den christlichen und jüdischen Untertanen waren durch gegenseitige Ressentiments geprägt.
Die Behandlung der Nichtmuslime in al-Andalus war zu verschiedenen Zeiten unterschiedlich. Die längste Periode der relativen Toleranz begann 912 unter Abd ar-Rahman III. und seinem Sohn al-Hakam II. Die Juden von al-Andalus prosperierten im Kalifat von Córdoba und erbrachten in Wissenschaft, Handel und Gewerbe, etwa im Handel mit Seide und Sklaven, ihren Beitrag zum Wohlstand des Landes (→ Radhaniten). Das südliche Iberien war in dieser Zeit Asyl für unterdrückte Juden anderer Länder. Auch während solcher Toleranzzeiten propagierten einzelne Christen das Märtyrertum. So wurden im 9. Jahrhundert in Córdoba 48 Christen wegen religiöser Vergehen gegen den Islam hingerichtet. Sie werden als die „Märtyrer von Córdoba“ bezeichnet. Diese Eiferer fanden gelegentlich Nachahmer.
Nach dem Tod al-Hakams II. im Jahr 976 verschlechterte sich die Situation der Nichtmuslime. So wird von einem Pogrom gegen Juden in Córdoba im Jahr 1011 berichtet. Die erste größere Verfolgung gab es am 30. Dezember 1066, das Massaker von Granada, bei dem 1500 Familien getötet wurden (siehe auch Ziriden von Granada – Juden). Im frühen 12. Jahrhundert wurden die katholischen Einwohner von Málaga und Granada nach Marokko vertrieben. Unter den Almoraviden und den Almohaden mag es zwischenzeitliche Verfolgung der Juden gegeben haben, aber die Quellenlage ergibt kein klares Bild. Jedenfalls scheint sich die Lage der Nichtmuslime nach 1160 verschlechtert zu haben.
Vor dem Hintergrund dieser sich wiederholenden Wellen der Gewalt gegen Nichtmuslime, insbesondere gegen Juden, verließen viele jüdische, aber auch muslimische Gelehrte das muslimische Iberien und gingen in das damals noch verhältnismäßig tolerante Toledo, das die Christen 1085 erobert hatten. Einige Juden – man nimmt an bis zu 40.000 – schlossen sich den christlichen Heeren an, andere hingegen den Almoraviden in deren Kampf gegen Alfons VI. von Kastilien.
Die Almohaden übernahmen um 1147 die Macht in den zuvor von den Almoraviden kontrollierten Gebieten des Maghreb und Iberiens. Ihr Weltbild war weit fundamentalistischer als das der Almoraviden, dementsprechend wurden die Dhimmis unter ihrer Herrschaft deutlich härter behandelt. Ansonsten vor die Wahl zwischen Konversion und Tod gestellt, verließen viele Christen und Juden das Land. Manche, so etwa die Familie von Maimonides, flüchteten nach Osten in tolerantere muslimische Gebiete, andere emigrierten in die sich ausdehnenden christlichen Königreiche. Gleichzeitig förderten die Almohaden aber Wissenschaft und Kunst, insbesondere die Falsafah-(Philosophen)-Schule, zu der Ibn Tufail, Ibn al-Arabi und Averroes gehörten.
Im mittelalterlichen Iberien befanden sich Muslime und Christen in einem fast ununterbrochenen Krieg, der die Geschichte Spaniens und Portugals in dieser Zeit prägte. Periodische Überfälle aus al-Andalus verheerten die christlichen Königreiche und brachten Beute und Sklaven zurück. So nahm der Almohaden-Kalif Yaʿqūb al-Mansūr bei seinem Überfall auf Lissabon im Jahr 1189 3.000 Frauen und Kinder als Sklaven, ebenso nahm 1191 der ihm untergebene Gouverneur von Córdoba bei dem Überfall auf Silves 3.000 Christen als Sklaven.

## Liste der Statthalter von al-Andalus
- 712–714 Musa ibn Nusayr
- 714–716 Abd al-Aziz ibn Musa
- 716–000 Ayub ibn Habib al-Lachmi
- 716–719 al-Hurr ibn Abd ar-Rahman
- 719–721 as-Samh ibn Malik al-Chawlani
- 721–000 Abd ar-Rahman ibn Abd Allah al-Ghafiqi
- 721–726 Anbasa ibn Suhaym al-Kalbi
- 726–000 Udhra ibn Abd Allah al-Fihri
- 726–728 Yahya ibn Sallama al-Kalbi
- 728–000 Hudhaifa ibn al-Ahwas al-Aschdscha'i
- 728–729 Uthman ibn Abi Nas'a al-Chath'ami
- 729–730 al-Haitham ibn 'Ubaid al-Kanani
- 730–000 Muhammad ibn Abd Allah al-Aschdscha'i
- 730–732 Abd ar-Rahman ibn Abd Allah al-Ghafiqi (2. Mal)
- 732–734 Abd al-Malik ibn Qatan al-Fihri
- 734–740 Uqba ibn Haddschadsch as-Saluli
- 740–742 Abd al-Malik ibn Qatan al-Fihri (2. Mal)
- 742–000 Baldsch ibn Bischr
- 742–743 Tha'laba ibn Salama al-'Amili
- 743–745 Abu l-Chattar Husam ibn Darar al-Kalbi
- 745–746 Thawaba ibn Salama al-Dschadhami
- 746–747 Abd ar-Rahman ibn Kabir al-Lahmi
- 747–756 Yusuf ibn Abd ar-Rahman al-Fihri

Der Nachfolger Abd ar-Rahman I. erhob sich zum ersten Emir von Córdoba und trennte Andalusien so vom Kalifat der Abbasiden.

## Rezeption
1997 wurde ein Netz von Straßen in Spanien vom Europarat zu einem Kulturweg ernannt. Es erhielt die Bezeichnung „Das Erbe von al-Andalus“.

### Sekundärliteratur
- Georg Bossong: Das maurische Spanien: Geschichte und Kultur. 3. Auflage. C. H. Beck, München 2016, ISBN 978-3-406-55488-9.
- Brian A. Catlos: Kingdoms of Faith. A New History of Islamic Spain. Basic Books, New York 2018 (dt.: al-Andalus: Geschichte des islamischen Spanien. München 2019).
- André Clot: Das maurische Spanien: 800 Jahre islamische Hochkultur in Al Andalus. Albatros, Düsseldorf 2004, ISBN 3-491-96116-5.
- Roger Collins: The Arab Conquest of Spain, 710–797, A History of Spain. Blackwell, Oxford u. a. 2000, ISBN 0-631-19405-3.
- Christian Ewert, Almut von Gladiss, Karl-Heinz Golzio: Hispania Antiqua. Denkmäler des Islam: von den Anfängen bis zum 12. Jahrhundert. von Zabern, Mainz 1997, ISBN 3-8053-1855-3.
- Darío Fernández-Morera: The Myth of the Andalusian Paradise. In: The Intercollegiate Review, 2006, S. 23–31 (online, PDF; 189 kB)
- Pierre Guichard: Al-Andalus. Acht Jahrhunderte muslimischer Zivilisation in Spanien. Wasmuth, Tübingen 2005, ISBN 3-8030-4028-0.
- Ulrich Haarmann, Heinz Halm (Hrsg.): Geschichte der Arabischen Welt. 4. Auflage. C.H. Beck, München 2004, ISBN 3-406-47486-1.
- Wilhelm Hoenerbach: Dichterische Vergleiche der Andalus-Araber Ibn-al-Kattānī, Abū-ʿAbdallāh Muḥammad Ibn-al-Ḥasan. Orientalisches Seminar der Universität Bonn, Bonn 1973.
- Arnold Hottinger: Die Mauren: arabische Kultur in Spanien. Verlag Neue Zürcher Zeitung, Zürich 1995, 3. Auflage 1997, Reprint der 3. Auflage. Wilhelm Fink Verlag, München 2005, ISBN 3-7705-3075-6.
- Salma Khadra Jayyusi (Hrsg.): The legacy of Muslim Spain. Handbuch der Orientalistik, Abt. 1. Der Nahe und der Mittlere Osten. 2 Bände. Brill, Leiden 1992, ISBN 90-04-09952-2, ISBN 90-04-09953-0 (Standardwerk).
- Chris Lowney: A Vanished World: Muslims, Christians and Jews in Medieval Spain. Oxford Univ. Press, Oxford (u. a.) 2006, ISBN 0-19-531191-4.
- Stephen O’Shea: Sea of Faith: Islam and Christianity in the Medieval Mediterranean World. Walker, New York 2006, ISBN 0-8027-1498-6.
- Alfred Schlicht: Die Araber und Europa. 2000 Jahre gemeinsamer Geschichte. Kohlhammer, Stuttgart 2008, ISBN 978-3-17-019906-4.
- Johannes Thomas: Al-Andalus: Historiographie und Archäologie. In: Markus Groß, Karl-Heinz Ohlig (Hrsg.): Die Entstehung einer Weltreligion IV – Mohammed – Geschichte oder Mythos? (= Inârah. 8). Hans Schiler, Berlin 2017, ISBN 978-3-89930-100-7.
- Al-Andalus: where three worlds met. In: The UNESCO-Courier, Dezember 1991 (online, PDF; 9 MB)